# Влахос, Эрос
Э́рос Вла́хос (англ. Eros Vlahos, род. 13 января 1995, Лондон) — английский актёр. Наиболее известен по роли Никколо «Нико» Макиавелли в телесериале «Демоны Да Винчи».

## Ранняя жизнь и семья
Эрос Влахос родился в Лондоне 13 января 1995 года в семье Спироса Влахоса (англ. Spiros Vlahos) и Терри Дейви (англ. Terry Davy). У него есть брат Трон Влахос (англ. Tron Vlahos), который младше на семь лет. Со стороны матери у него английские корни, а со стороны отца — греческие. Родители Влахоса работают вместе; его мать модельер, а отец менеджер.
Влахос является болельщиком футбола и часто ходит в кино и театр.

## Фильмография
| Год       |    | Русское название       | Оригинальное название         | Роль                  |
| --------- | -- | ---------------------- | ----------------------------- | --------------------- |
| 2007      | с  | Катастрофа             | Casualty                      | Лиам Хендрикс         |
| 2009      | тф | Скеллиг                | Skellig                       | Кут                   |
| 2010      | ф  | Моя ужасная няня 2     | Nanny McPhee and the Big Bang | Сирил Грей            |
| 2010      | ф  | Третья звезда          | Third Star                    | мальчик-ангел         |
| 2010      | с  | Саммер в Трансильвании | Summer in Transylvania        | Джейк Фарли           |
| 2011—2011 | с  | Эпизоды                | Episodes                      | мальчик с шайбой      |
| 2011—2012 | с  | Игра престолов         | Game of Thrones               | Ломми Зелёные Руки    |
| 2011      | с  | В меньшинстве          | Outnumbered                   | Маркус                |
| 2011      | с  | Большие надежды        | Great Expectations            | молодой Герберт Покет |
| 2012      | ф  | Анна Каренина          | Anna Karenina                 | Борис                 |
| 2013—2015 | с  | Демоны Да Винчи        | Da Vinci’s Demons             | Нико Макиавелли       |
| 2018      | с  |                        | Old Boys                      | Джонсон               |
| 2023      | с  | Экстраординарная       | Extraordinary                 | Гордон                |